# Ealdred I de Bernicia
Ealdred (m. circa 933) era hijo de Eadwulf II. Gobernó sobre parte del antiguo reino de Bernicia, en el norte de Northumbria a comienzos del siglo X.
El padre de Ealdred, llamado «rey de los Sajones del Norte» por los Anales de Ulster, pero únicamente fue reeve de Bamburgh según el cronista Æthelweard, murió en 913. Pudo haber gobernado Northumbria tras Eowils y Halfdan que murieron en Tettenhall alrededor de 910. Se desconoce si la familia tenía vínculos con los reyes de Northumbria.
La Historia de Sancto Cuthberto afirma que Ealdred «era amigo de Eduardo el viejo, y que su padre había sido favorito de Alfredo el Grande». Ealdred fue expulsado de sus tierras, aunque no está claro de si toda Northumbria o simplemente de la parte norte que había sido una vez Bernicia, por Ragnall ua Ímair en 914 o 918. La Historia de nos cuenta que Ealdred buscó refugio en Constantín mac Áeda, el rey de Escocia, y que ambos se enfrentaron a Ragnall en la batalla de Corbridge, fechada por los Anales de Ulster y la Crónica de los Reyes de Alba en 918. La batalla parece haber sido indecisiva y Ragnall pudo mantenerse como señor del sur de Northumbria, antigua Deira, o tal vez de toda Northumbria.
En 924 Ealdred se sometió a Eduardo el Viejo, y el 12 de julio de 927 fue uno de los gobernantes del nortes que se sometieron al hijo de Edward, Æthelstan en Eamont Bridge.
Ealdred figura como testigo de varios documentos emitidos por Æthelstan en el sur de Inglaterra en 931 o 932, pero desaparece después. Los Anales de Clonmacnoise registran que en 934 que «Adulf m'Etulfe rey de los Sajones del Norte murió», y este puede ser la única mención sobre la muerte de Ealdred. El Oxford Dictionary of National Biography afirma que fue «probablemente el padre de Oswulf, que más tarde gobernó en Northumbria, bajo el Rey Eadred (d. 955)».